# I Cavanaugh
I Cavanaugh (The Cavanaughs) è una serie televisiva del genere sitcom statunitense in 26 episodi trasmessi per la prima volta nel corso di 2 stagioni dal 1986 al 1989.

## Trama
Francis "Pop" Cavanaugh, un uomo vedovo di 71 anni, cattolico irlandese, vive a South Boston con la figlia Kit e il figlio Chuck, anch'egli vedovo, e con i figli di Chuck, Chuck Cavanaugh Jr (anche lui prete), Mary Margaret e i gemelli Kevin e John.  Gran parte dell'umorismo della serie deriva dai conflitti tra l'irascibile Pop e i suoi supponenti figli.

## Personaggi e interpreti
- Francis 'Pop' Cavanaugh (26 episodi, 1986-1989), interpretato da Barnard Hughes.
È il capofamiglia settantunenne, un vedovo irlandese irascibile.
- Chuck Cavanaugh (26 episodi, 1986-1989), interpretato da Peter Michael Goetz.
È il figlio di Chuck, lavora come operaio nell'azienda dello zio James.
- Mary Margaret Cavanaugh (26 episodi, 1986-1989), interpretata da Mary Tanner Bailey.
È la figlia di Chuck, cerca di seguire le orme ribelli della zia Kit.
- Padre Chuck Cavanaugh Jr (26 episodi, 1986-1989), interpretato da John Short.
- John Cavanaugh (26 episodi, 1986-1989), interpretato da Parker Jacobs.
- Kevin Cavanaugh (26 episodi, 1986-1989), interpretato da Danny Cooksey.
- Kit Cavanaugh (26 episodi, 1986-1989), interpretata da Christine Ebersole.
È la figlia di Francis, una ex ballerina che ha girovagato il mondo ed ha poi fatto ritorno a casa.
- James 'The Weasel' Cavanaugh (3 episodi, 1987-1989), interpretato da Art Carney.
È il fratello di Francis, gestisce la compagnia Cavanaugh Construction.

### Guest star
Tra le guest star: Art Carney, Frances Bay, Diane Stilwell, Ebbe Roe Smith, Doug Warhit, Glynis Johns, Caroline McWilliams, Pamela Newman, Don Porter, Anne De Salvo, Kenia Hernandez, John Getz, Charlie Brill, Douglas Sills.

## Produzione
La serie, ideata da Robert Moloney, fu prodotta da Paramount Television Le musiche furono composte da William Moloney.

### Registi
Tra i registi della serie sono accreditati:
- Andrew D. Weyman in 4 episodi (1987-1988)
- John Pasquin in 3 episodi (1986-1988)
- Matthew Diamond in 3 episodi (1988)
- Jack Shea in 2 episodi (1988-1989)

### Sceneggiatori
Tra gli sceneggiatori della serie sono accreditati:
- Robert Moloney in un episodio (1986)
- Robert Griffard in un episodio (1987)

## Distribuzione
La serie fu trasmessa negli Stati Uniti dal 1º dicembre 1986 al 27 luglio 1989  sulla rete televisiva CBS. In Italia è stata trasmessa con il titolo I Cavanaugh.

## Episodi
| Stagione         | Episodi | Prima TV USA |
| ---------------- | ------- | ------------ |
| Prima stagione   | 13      | 1986-1987    |
| Seconda stagione | 13      | 1988-1989    |